# Симфонический оркестр штата Сан-Паулу

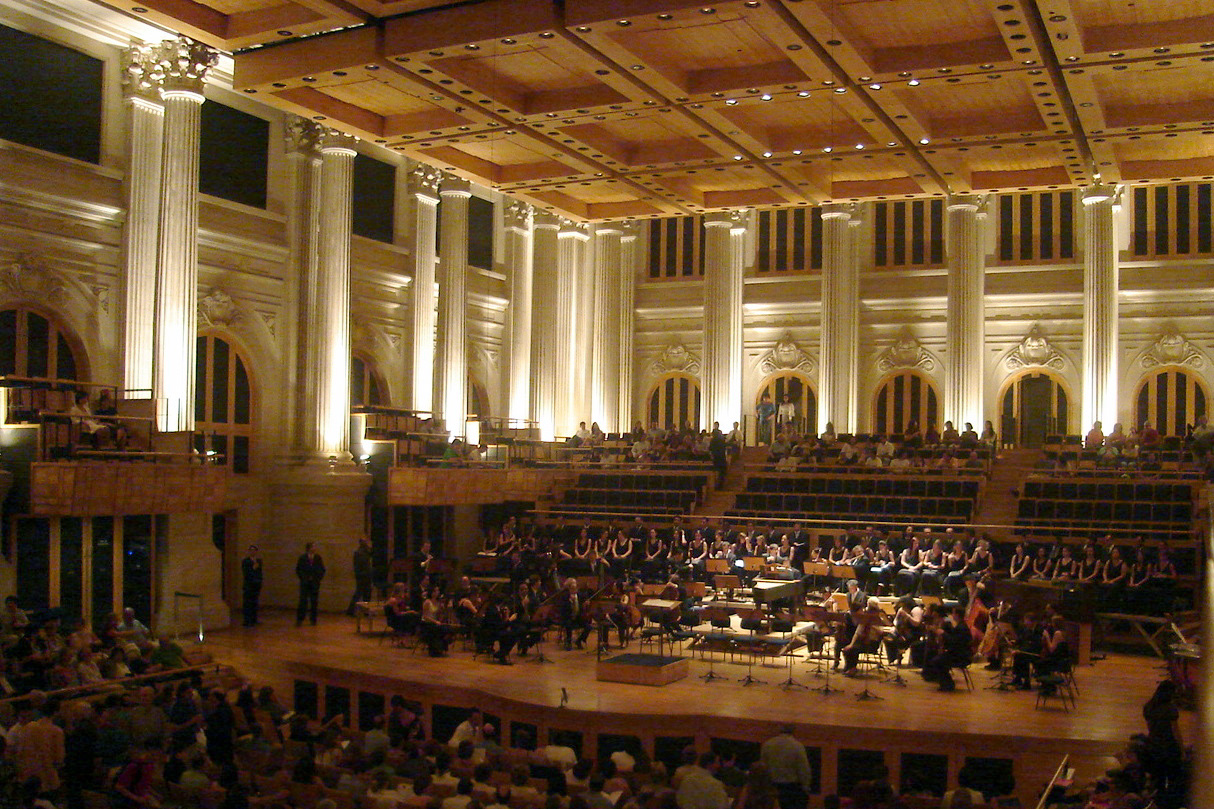
Зала Сан-Паулу — домашняя площадка оркестра

Симфонический оркестр штата Сан-Паулу (порт. Orquestra Sinfônica do Estado de São Paulo) — бразильский симфонический оркестр, базирующийся в Сан-Паулу. Основан в 1954 г. при активном участии Жуана де Соузы Лимы. Благодаря 24-летнему руководству Элеазара де Карвалью вышел на международный уровень. С 1999 года домашней площадкой оркестра является Зала Сан-Паулу.
В XXI веке оркестр совершил ряд крупных гастрольных поездок, в том числе по Европе (2003) и США (2002, 2006), отметил своё 50-летие туром по столицам 14 штатов Бразилии. С 2005 г. под патронатом оркестра проводится конкурс дирижёров. В том же году руководство оркестром перешло к специальному фонду (порт. Fundação OSESP), президентом которого стал бывший президент страны Фернанду Энрике Кардозу.

## Главные дирижёры
- Жуан де Соуза Лима (1954—1964)
- Бруно Роччелла (1964—1972)
- Элеазар де Карвалью (1972—1996)
- Джон Нешлинг (1997—2009)
- Ян Паскаль Тортелье (2010—2011)
- Мэрин Олсоп (2012—2019)
- Тьерри Фишер (с 2020 г.)